# JR貨物U41A形コンテナ

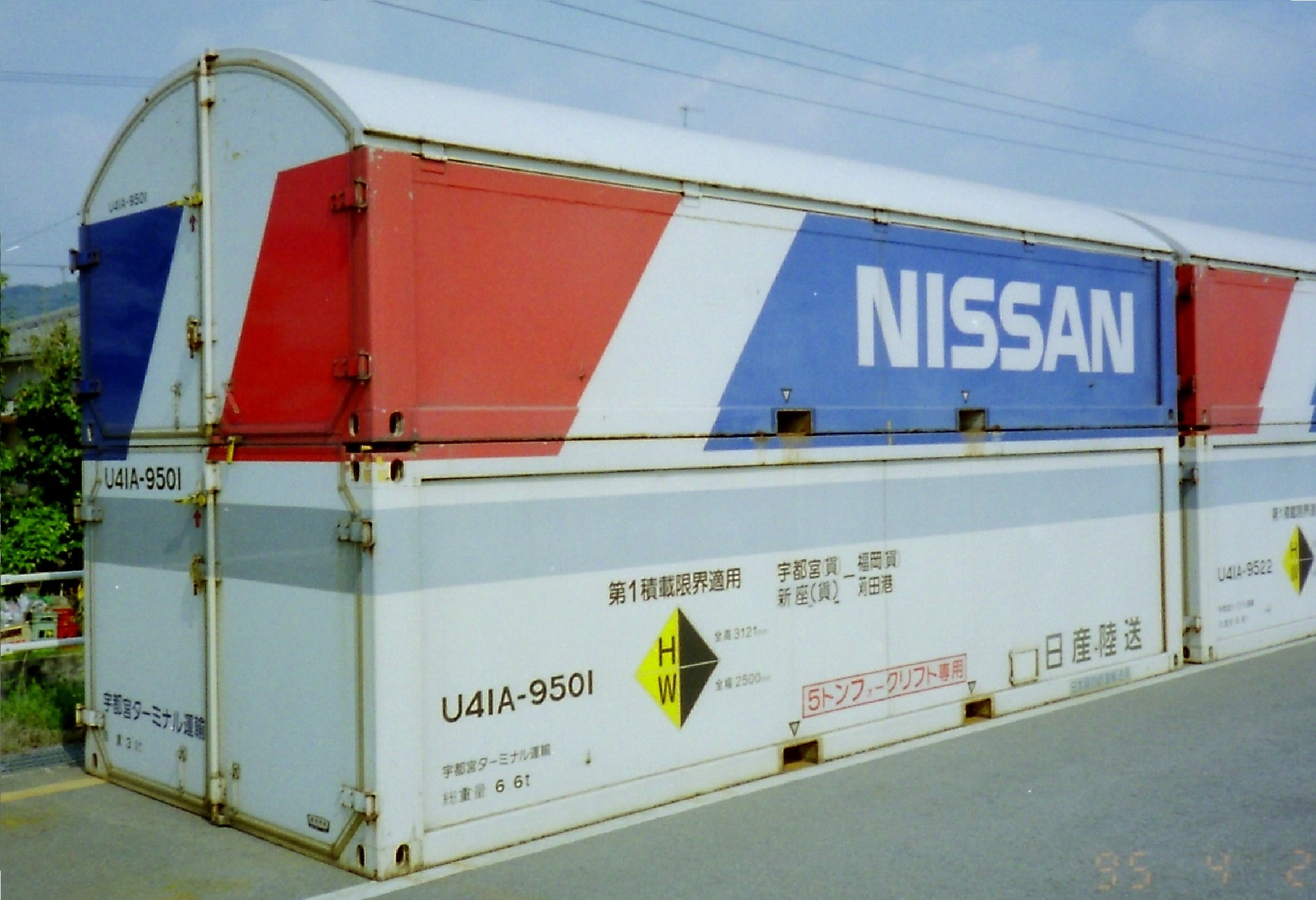
かつてJR貨物より日本国内での鉄道輸送用に承認登録されて、宇都宮ターミナル運輸が所有し日産陸送が使用していた乗用車輸送専用、U41A-9501 コンテナ。
1995年4月撮影。
（福岡県／元、苅田港駅にて。）

U41A形コンテナ（U41Aがたコンテナ）は、日本貨物鉄道（JR貨物）輸送用として籍を編入していた、20 ft形の私有コンテナ（有蓋（汎用）コンテナ）である。

## 概要
本形式の数字部位 「 41 」は、コンテナの容積を元に決定される。このコンテナ容積41 m3の算出は、厳密には端数四捨五入計算の為に、内容積40.5 m3 - 41.4 m3の間に属するコンテナが対象となる。また形式末尾のアルファベット一桁部位「A」は、コンテナの使用用途（主たる目的）が「普通品の輸送」を表す記号として付与されている。

## 特記事項
自動車輸送専用の2段積み特殊コンテナとして、1991年度より東急車輛大阪工場で製造された。

## 番台毎の概要
他形式で見られるような複数の番台区分はなく、9500番台の割り当てのみであった。

### 9500番台
宇都宮ターミナル運輸が所有し、日産自動車系の自動車輸送会社である日産陸送（現、ゼロ）が借り受けて、日産の高級セダン車をメインとして輸送していた。

### gallery

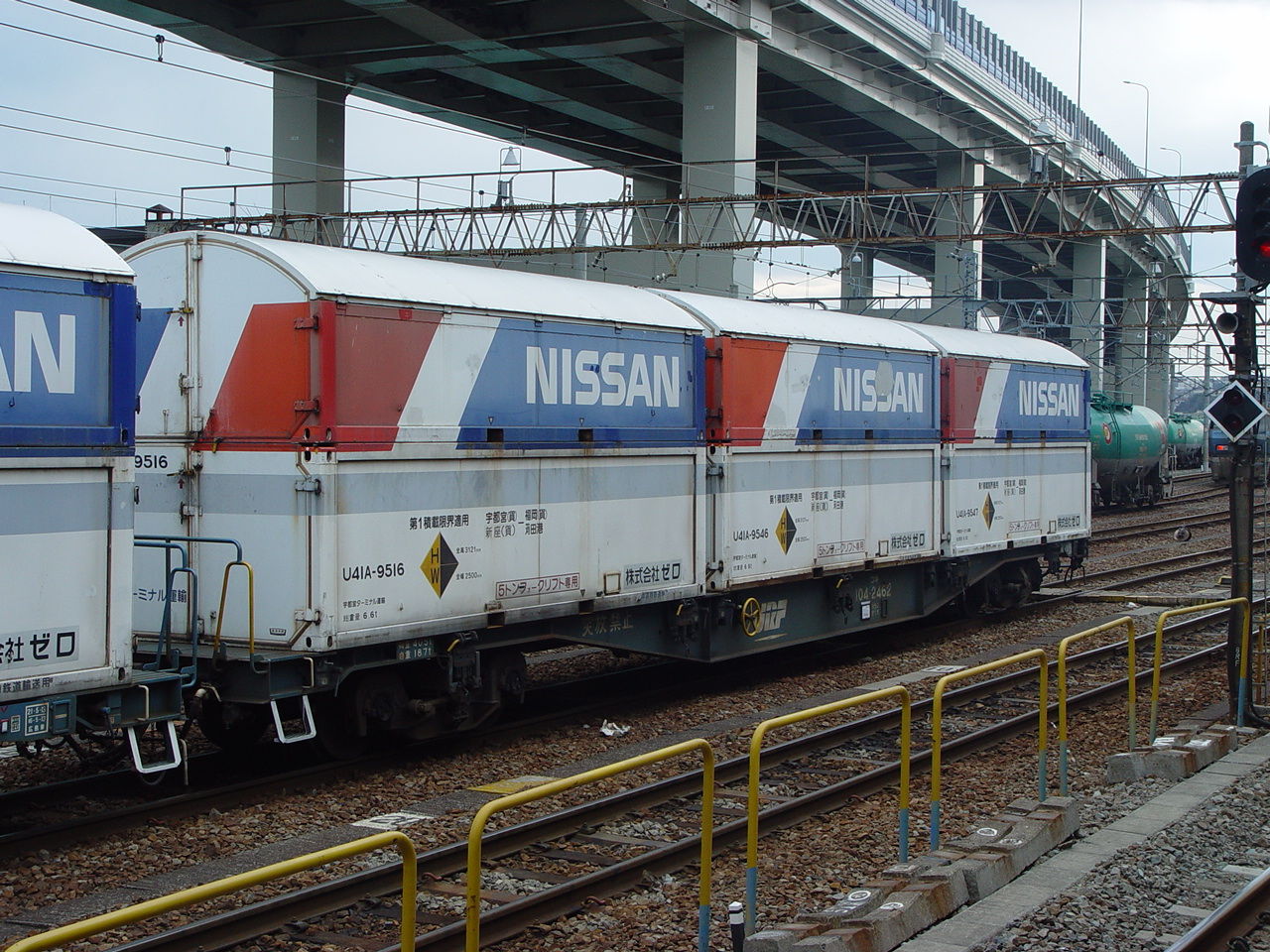
大量輸送されていた全盛期の風景。 2006年3月6日撮影。 根岸駅にて。
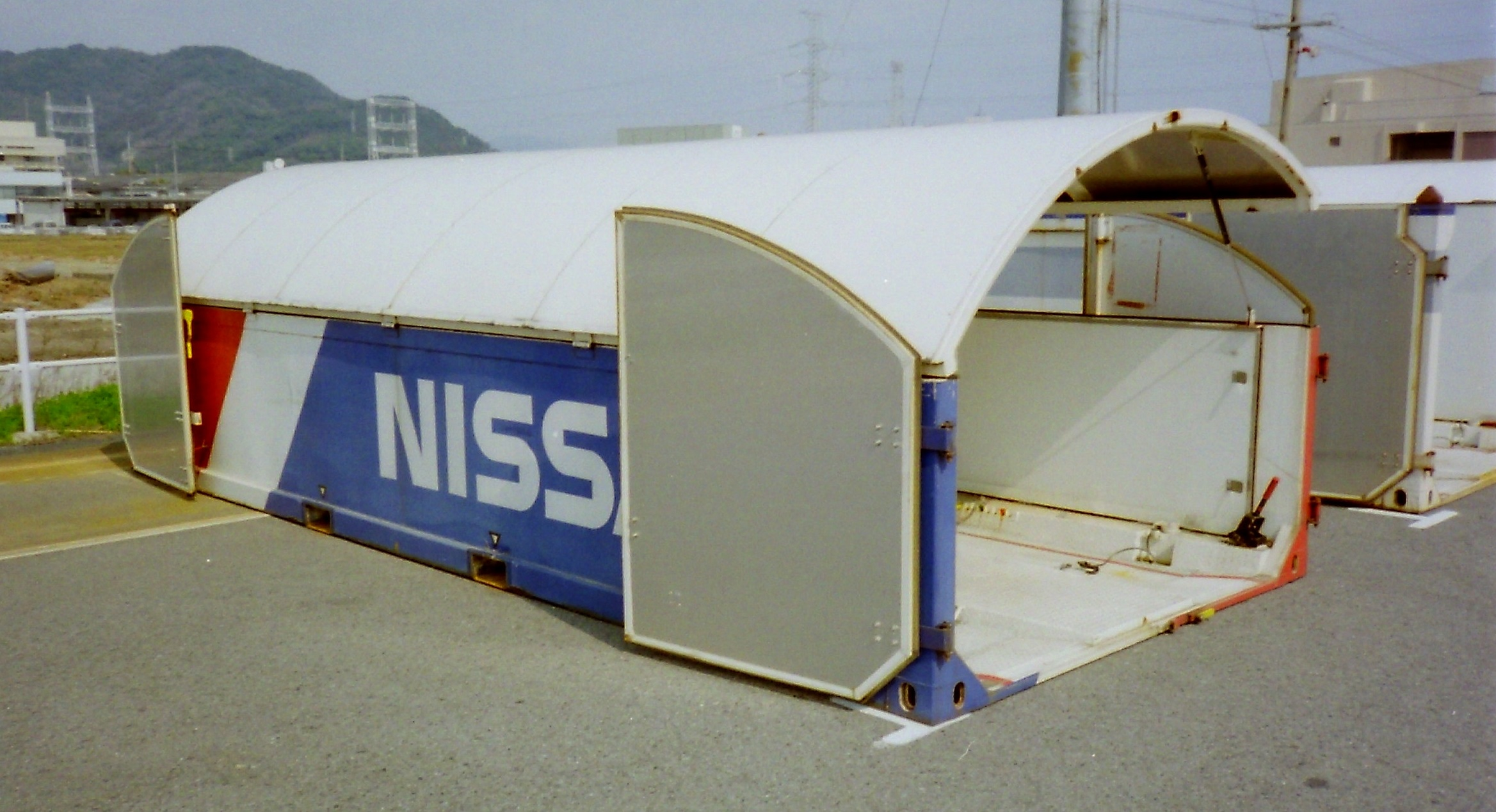
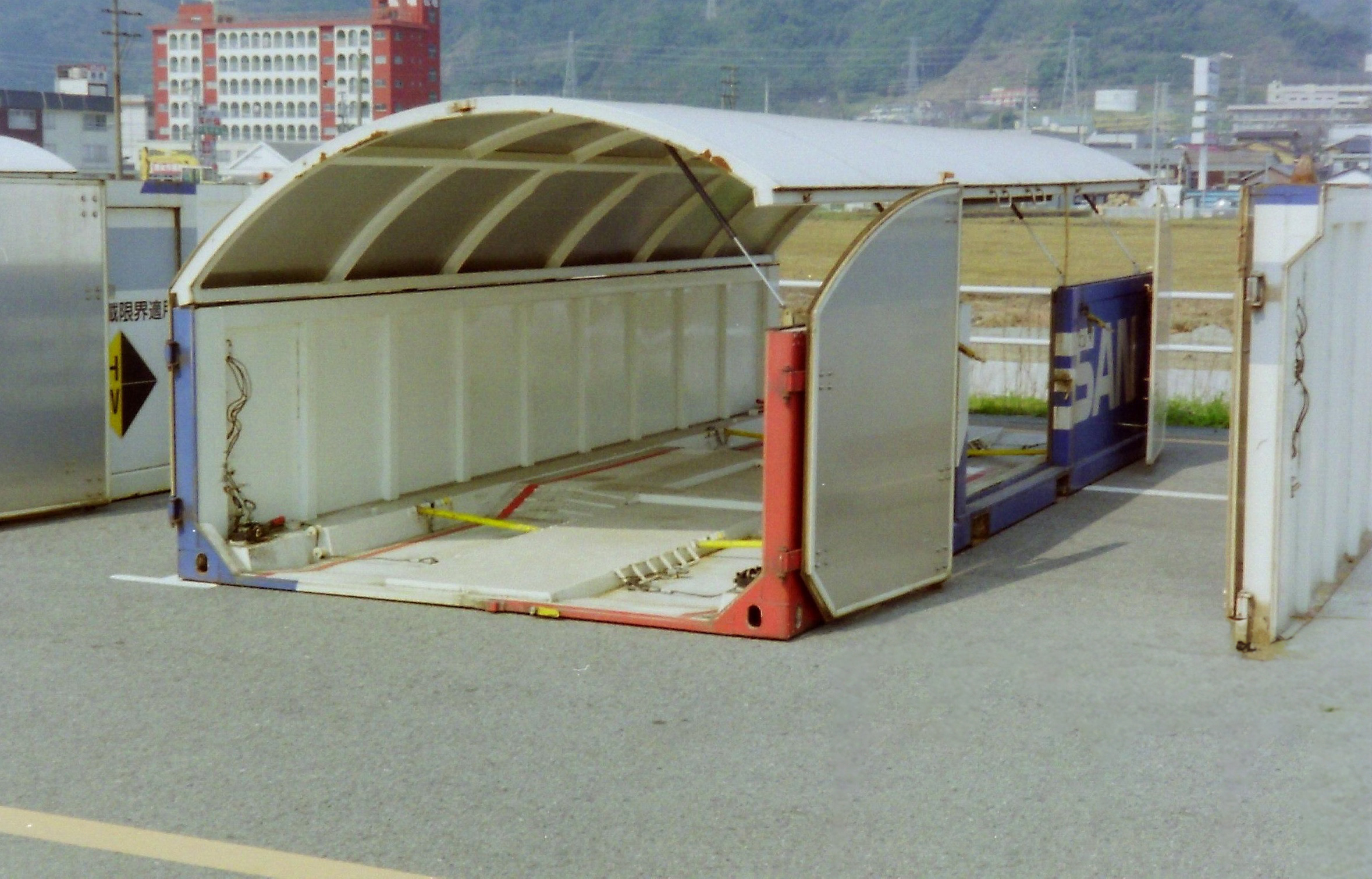
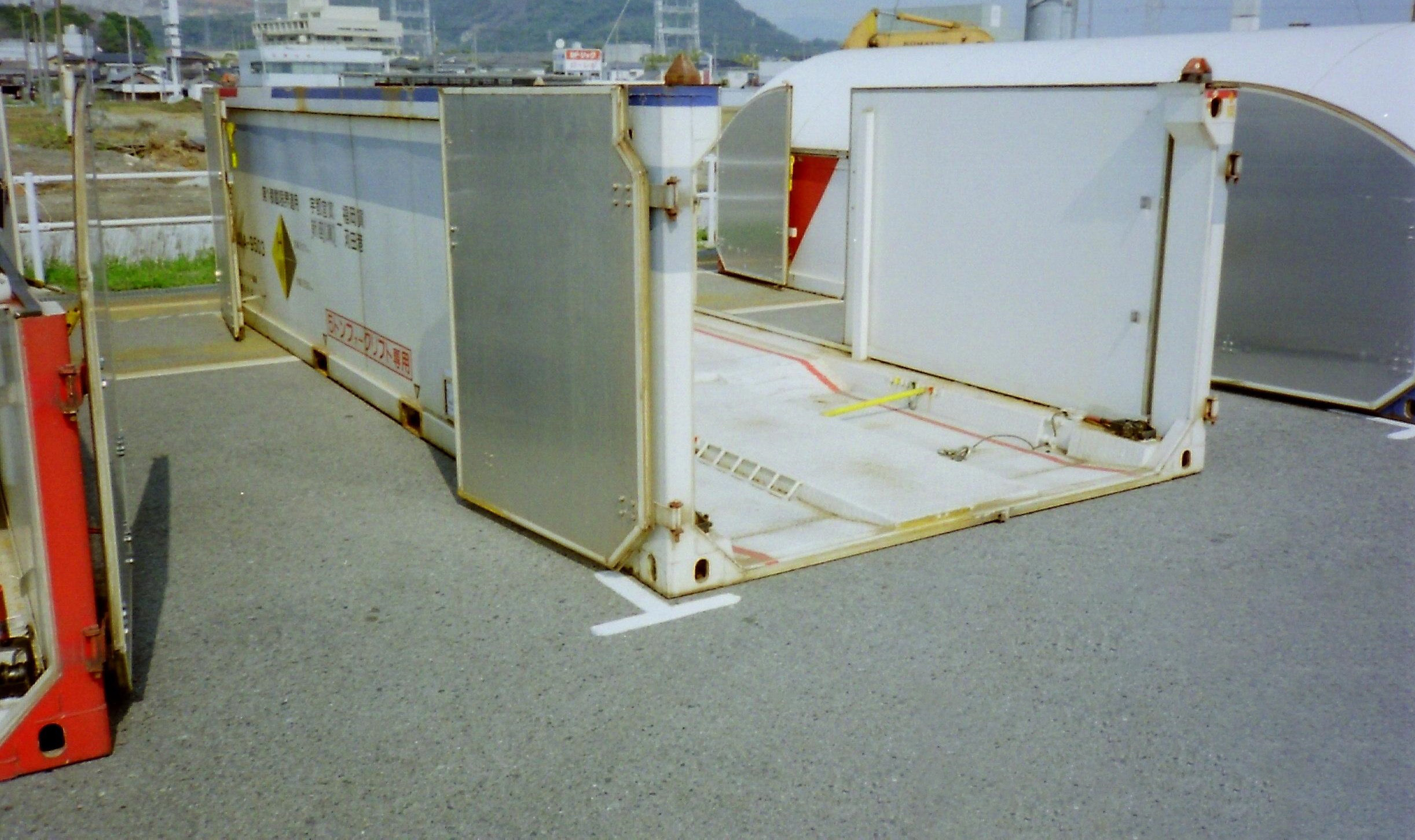
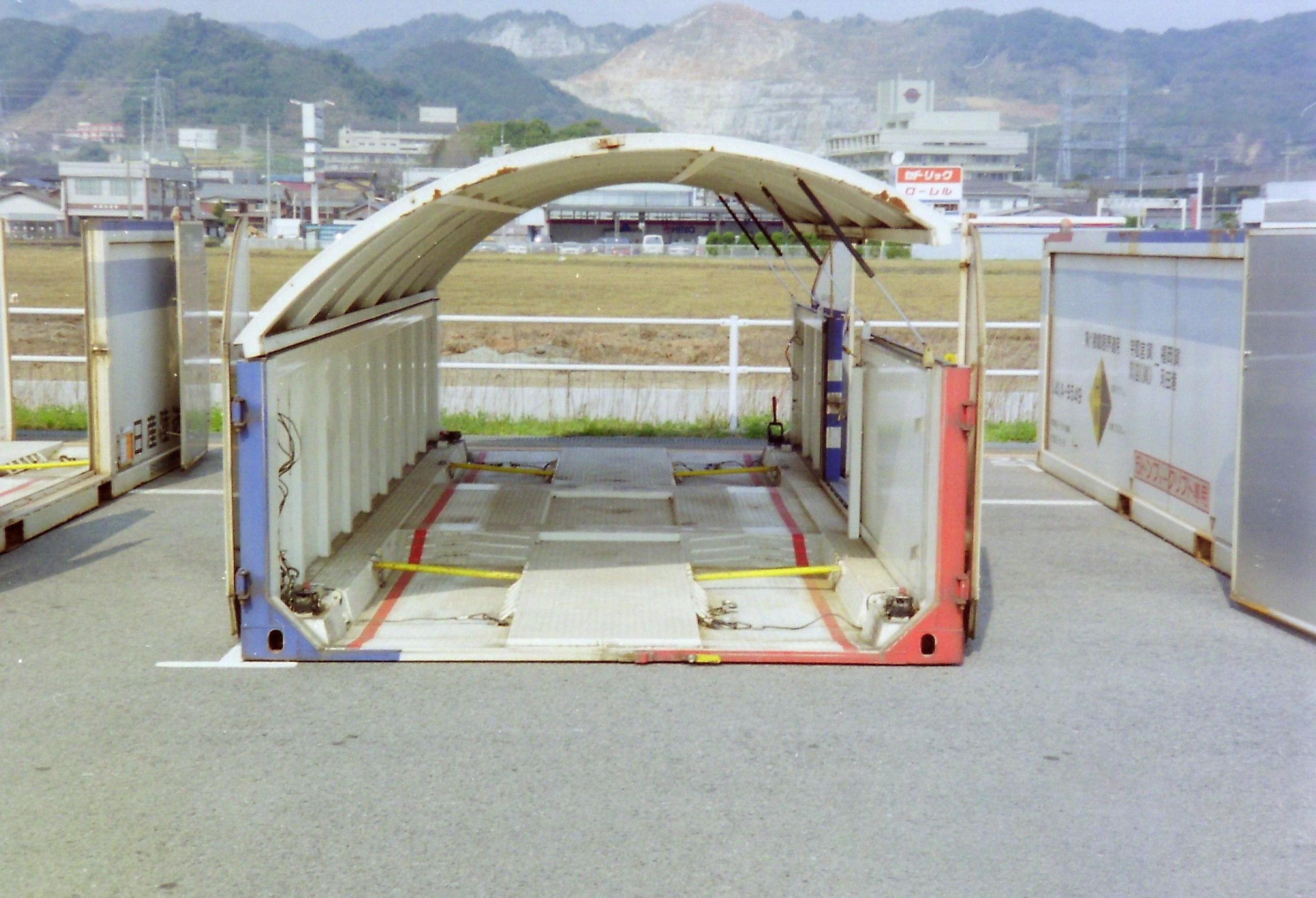
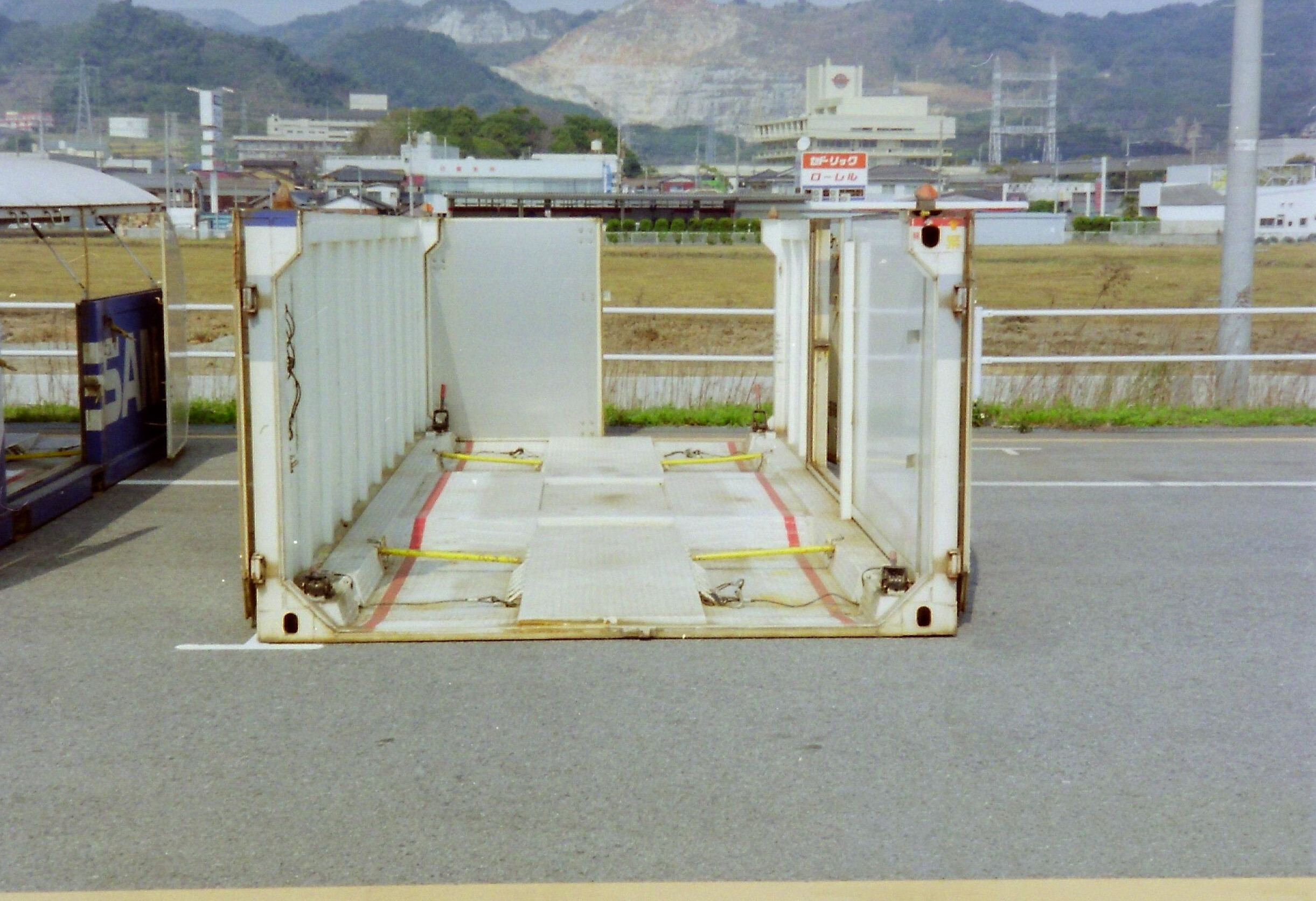
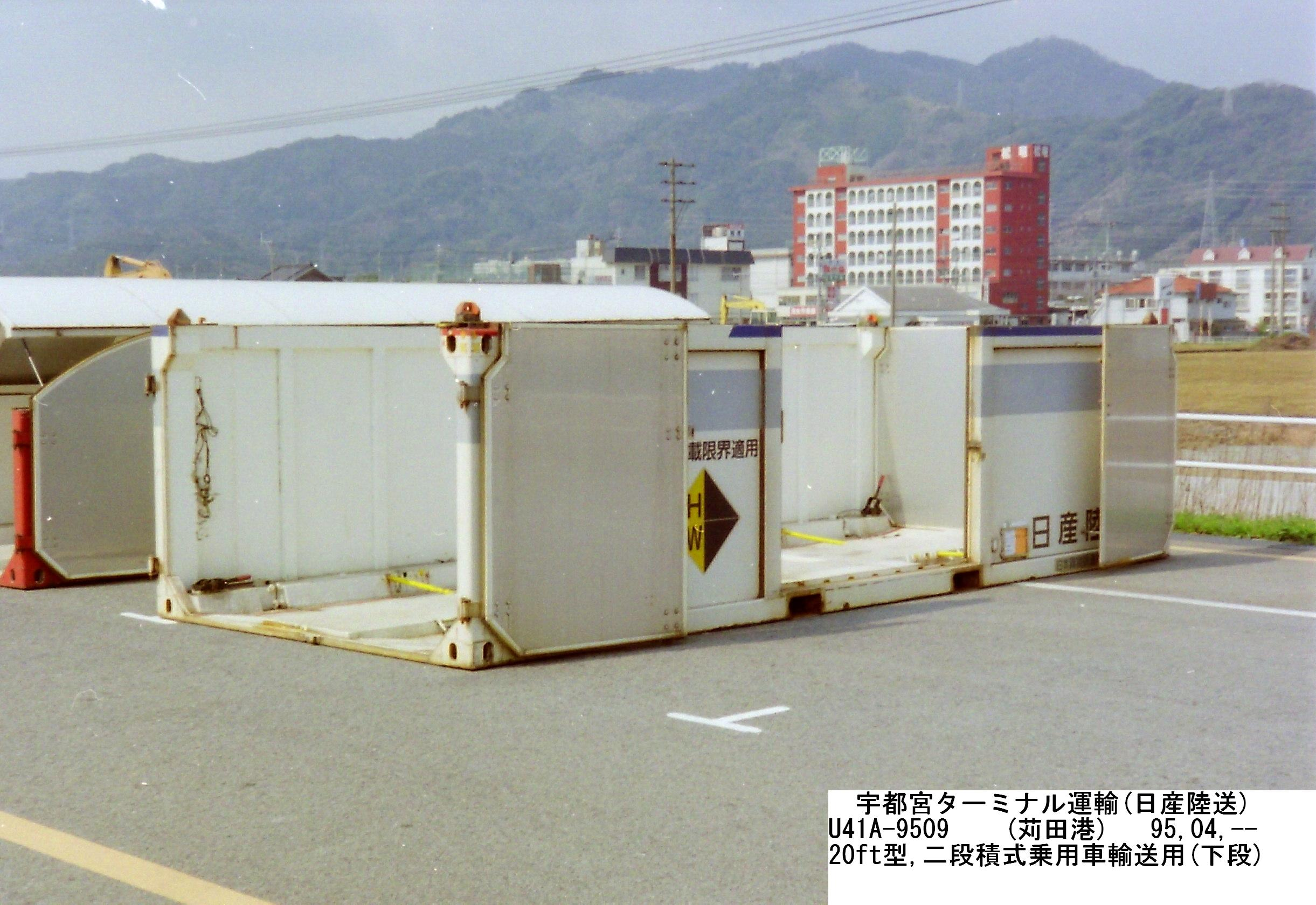
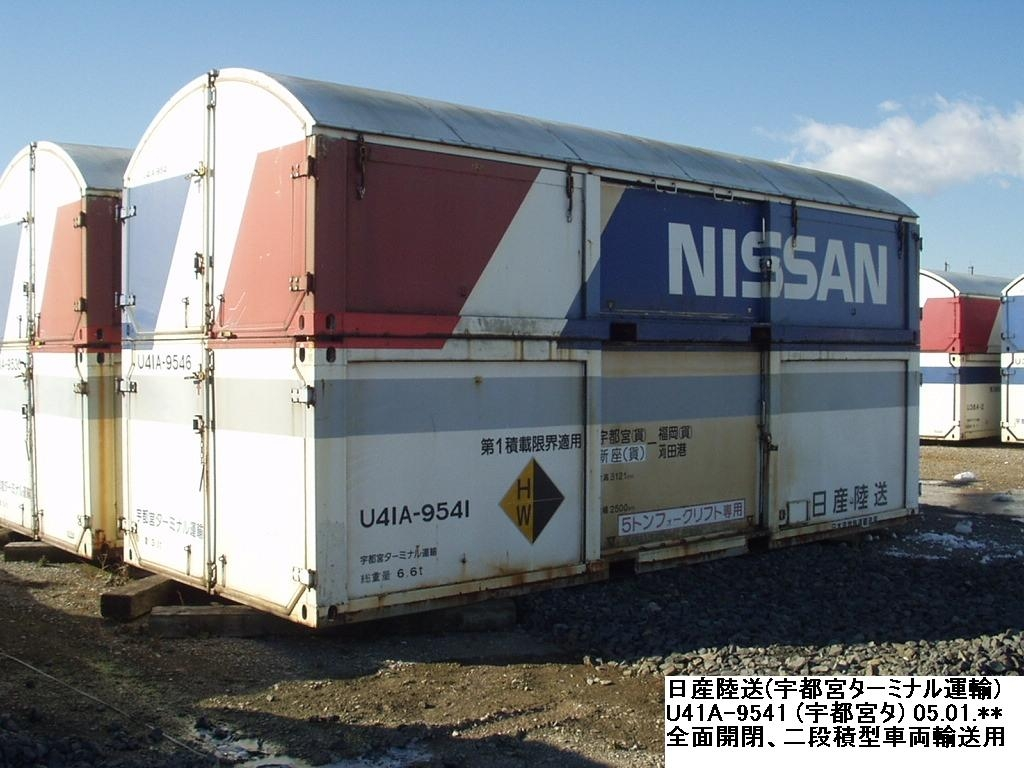